# Sudice (okres Třebíč)
Obec Sudice (německy Suditz, starší názvy Sudicz, Suditz) se nachází v okrese Třebíč v Kraji Vysočina, asi 5 km jihovýchodně od Náměště nad Oslavou. Žije zde 343 obyvatel.
Sousedními obcemi sídla jsou Lukovany, Ketkovice, Kuroslepy, Březník, Lesní Jakubov, Kralice nad Oslavou a Rapotice.

## Název
Jméno vsi (v nejstarší podobě Sudici) bylo odvozeno od osobního jména Sud(a), což byla domácká podoba některého jména obsahujícího Sud- (např. Sudomír, Sudslav, Sudivoj). Význam místního jména tak byl "Sudovi lidé".

## Historie
Oblast obce byla osídlená již v době prehistorické, v obci byly nalezeny kamenné mlaty. První písemná zmínka o obci pochází z roku 1101, kdy byla zmíněna v zakládací listině kláštera v Třebíči jako jedna z darovaných osad. K roku 1104 je zaznamenána podoba názvu Sudici. Obec se prodávala dál spolu s Čučicemi, Ketkovicemi a Rapoticemi. Součástí Rapotic byly Sudice do roku 1882 a sdílí tedy i jejich historii.
Po roce 1304 Rapotice a s nimi i Sudice patřily k panství hradu Templštejn a v roce 1461 byly spolu s věnem Barbory z Poděbrad, dcery českého krále Jiřího z Poděbrad, připojeny k majetku Jindřicha (VIII.) z Lipé a staly se součástí panství města Ivančice. V roce 1496 se Ivančice staly součástí panství Moravský Krumlov, který postupně vlastnili páni z Lipé, Lichtenštejnové a Kinští. Těm Ivančice i se Sudicemi a Rapoticemi patřily až do reforem v roce 1848.
V obci byl v roce 1920 založen spolek Národní jednota a v roce 1924 spolek Domovina. V roce 1848 byla v obci otevřena obecná škola. V roce 1928 byl ve vsi založen sbor dobrovolných hasičů.
V letech 1992–2010 působil jako starosta Jiří Tuza, od roku 2010 tuto funkci zastává Jaroslav Doležal.
Do roku 1849 patřily Sudice do náměšťského panství, od roku 1850 patřily do okresu Moravský Krumlov, pak od roku 1868 do okresu Třebíč, mezi lety 1949–1960 do okresu Velká Bíteš a od roku 1960 do okresu Třebíč. Mezi lety 1980 a 1990 patřily Sudice pod Rapotice, následně se obec osamostatnila.
| Rok            | 1869 | 1880 | 1890 | 1900 | 1910 | 1921 | 1930 | 1950 | 1961 | 1970 | 1980 | 1991 | 2001 | 2012 |
| Počet obyvatel | 359  | 381  | 388  | 412  | 462  | 565  | 541  | 543  | 568  | 510  | 425  | 354  | 327  | 350  |

## Obecní správa
Mezi lety 1850 a 1882 k obci patřily Rapotice.

## Politika

### Volby do Poslanecké sněmovny
|       | 2006                | 2010                | 2013                | 2017                | 2021                |
| ----- | ------------------- | ------------------- | ------------------- | ------------------- | ------------------- |
| 1.    | ČSSD (27,69 %)      | ČSSD (23,4 %)       | KSČM (25,25 %)      | KSČM (20,32 %)      | SPOLU (26,42 %)     |
| 2.    | KSČM (25,64 %)      | KSČM (22,87 %)      | ČSSD (23,71 %)      | ANO (14,83 %)       | ANO (22,79 %)       |
| 3.    | ODS (25,12 %)       | ODS (19,68 %)       | ANO 2011 (15,97 %)  | SPD (13,73 %)       | KSČM (13,47 %)      |
| účast | 70,46 % (198 z 281) | 66,90 % (188 z 281) | 68,40 % (196 z 288) | 61,69 % (182 z 295) | 67,47 % (195 z 289) |

### Volby do krajského zastupitelstva
|      | 1.             | 2.                       | 3.                       | účast               |
| ---- | -------------- | ------------------------ | ------------------------ | ------------------- |
| 2000 | KSČM (33,87 %) | 4KOALICE (24,19 %)       | ČSSD (11,29 %)           | 47,21 % (127 z 269) |
| 2004 | KSČM (32,25 %) | ODS (20,96 %)            | KDU-ČSL (17,74 %)        | 43,97 % (124 z 282) |
| 2008 | ČSSD (29,33 %) | KSČM (26,66 %)           | ODS (18,66 %)            | 51,72 % (150 z 290) |
| 2012 | KSČM (36,43 %) | ČSSD (17,05 %)           | KDU-ČSL (12,4 %)         | 47,2 % (134 z 286)  |
| 2016 | KSČM (26,08 %) | ČSSD (14,78 %)           | KDU-ČSL (13,04 %)        | 38,85 % (115 z 296) |
| 2020 | KSČM (15,84 %) | KDU-ČSL (13,86 %)        | ČSSD (12,87 %)           | 34,93 % (102 z 292) |
| 2024 | ANO (34,18 %)  | ČSNS+KSČM+ČSSD (20,51 %) | ODS+TOP 09+STO (14,52 %) | 42,05 % (118 z 283) |

### Prezidentské volby
V prvním kole prezidentských voleb v roce 2013 první místo obsadil Miloš Zeman (54 hlasů), druhé místo obsadil Jan Fischer (39 hlasů) a třetí místo obsadil Karel Schwarzenberg (35 hlasů). Volební účast byla 69,52 %, tj. 202 ze 292 oprávněných voličů. V druhém kole prezidentských voleb v roce 2013 první místo obsadil Miloš Zeman (126 hlasů) a druhé místo obsadil Karel Schwarzenberg (61 hlasů). Volební účast byla 64,04 %, tj. 187 ze 292 oprávněných voličů.
V prvním kole prezidentských voleb v roce 2018 první místo obsadil Miloš Zeman (98 hlasů), druhé místo obsadil Jiří Drahoš (38 hlasů) a třetí místo obsadil Mirek Topolánek (18 hlasů). Volební účast byla 67,47 %, tj. 197 ze 292 oprávněných voličů. V druhém kole prezidentských voleb v roce 2018 první místo obsadil Miloš Zeman (128 hlasů) a druhé místo obsadil Jiří Drahoš (69 hlasů). Volební účast byla 67,70 %, tj. 197 ze 291 oprávněných voličů.
V prvním kole prezidentských voleb v roce 2023 první místo obsadil Andrej Babiš (75 hlasů), druhé místo obsadil Petr Pavel (65 hlasů) a třetí místo obsadila Danuše Nerudová (21 hlasů). Volební účast byla 67,63 %, tj. 188 ze 278 oprávněných voličů. V druhém kole prezidentských voleb v roce 2023 první místo obsadil Petr Pavel (101 hlasů) a druhé místo obsadil Andrej Babiš (93 hlasů). Volební účast byla 70,50 %, tj. 196 ze 278 oprávněných voličů.

## Osobnosti
- Čestmír Břousek (1924–1985), voják
- Josef Macholán (* 1932), výtvarník, sochař a malíř
- Ludvík Planěk – český voják a zámečník
- Otto Podsedník (* 1942), stavební inženýr
- Karel Rosendorf (1918–1989), geodet a lesní inženýr